# Фармакотерапія
Фармакотерапія (від грец. phármakon — ліки і терапія) — лікарська терапія, лікування лікарськими засобами. Для фармакотерапії використовується велика кількість лікарських речовин, що незрідка призначаються в різних поєднаннях. Вибір ліків визначається характером захворювання, особливостями його перебігу, переносимістю ліків і іншими умовами і повинен забезпечити найбільшу ефективність лікування і найменші побічні явища.

## Різновиди
- Симптоматична — усуваються лише окремі прояви (симптоми) захворювання
- Етіотропна — спрямована на усунення причини захворювання (наприклад, антибактеріальна терапія при інфекційних захворюваннях)
- Стимулювальна — спрямована на підвищення захисних сил (процесу саногенезу) і стимуляцію компенсаторних механізмів організму.